# Sorry for Party Rocking
A Sorry for Party Rocking az LMFAO második stúdióalbuma, mely 2011. június 21-én jelent meg az Interscope kiadónál. A Party Rock Anthem volt az első kimásolt kislemez az albumról 2011 januárjában, majd a második kislemez a Champagne Showers-t másolták ki az albumról 2011 májusában. A dal Ausztráliában és Új Zélandon a slágerlisták első 10 helyezettjében szerepelt. A harmadik kislemez a Sexy and I know It 2011. szeptember 16-án került a boltokba. Ezt követte a Sorry for Party Rocking című negyedik kislemez, 2012. január 9-én.

## Megjelenési dátum
Az album 2011. június 21-én jelent meg mind fizikailag, mind digitálisan az Interscope kiadónál. Az album Új Zélandon 2011. június 17-én jelent meg, négy nappal az eredeti kiadás előtt. Az Egyesült Államokban 2011. június 20-án, majd az Egyesült Királyságban 2011. július 18-án jelent meg.

## Kislemezek
A Party Rock Anthem volt az első kimásolt kislemez az albumról, mely 2011. január 25-én jelent meg, és egyből a slágerlisták élére került Ausztráliában, Belgiumban, Kanadában, Franciaországban, Dániában, Németországban, Írországban, Új-Zélandon, Puerto Ricóban, Svájcban, az Egyesült Királyságban, és az Egyesült Államokban.
A Champagne Showers című második kislemez 2011. május 27-én jelent meg. A dalban közreműködött Natalia Kills énekesnő is. Ausztráliában a Top 20 listán is szerepelt a dal, illetve Európa számos országában felkerült a listákra.
A Sexy and I Know It című harmadik kislemez 2011. szeptember 16-án került kiadásra, amely már a megjelenése előtt felkerült a slágerlistákra. Az USA-ban a 76. helyen, Kanadában a 33. és Ausztráliában a 44. helyig jutott. Az Egyesült Királyságban a 60. helyen szerepelt.
A Sorry for Party Rocking a negyedik kislemez az albumról, amely 2012. január 17-én jelent meg. Belgiumban bekerült a top 10-be, Franciaországban és Írországban pedig a top 20-ba, az Egyesült Királyságban pedig top 40-es sláger lett. Emellett az Egyesült Államokban a 49. helyet foglalja el. A videóklip a Party Rock Anthem előzménye, és az E!-n debütált 2012. február 20-án, 23:30-kor. Jelenleg több mint 500 megtekintést mutat a YouTube-on, és a YouTube 100-on a harmadik helyet éri el.

### Promóciós kislemezek
A One Day az album első promóciós kislemezeként került kiadásra. A dal az Official Charts Company-n a huszonkettedik és 104. helyen szerepel.

## A lemez dalai
|     | Cím                                                                            | Hossz |
| --- | ------------------------------------------------------------------------------ | ----- |
| 1.  | Rock the Beat II (featuring Redline)                                           | 1:53  |
| 2.  | Sorry for Party Rocking                                                        | 3:23  |
| 3.  | Party Rock Anthem (featuring Lauren Bennett & GoonRock)                        | 4:22  |
| 4.  | Sexy and I Know It                                                             | 3:19  |
| 5.  | Champagne Showers (featuring Natalia Kills)                                    | 4:23  |
| 6.  | One Day                                                                        | 3:17  |
| 7.  | Take It to the Hole (featuring Busta Rhymes)                                   | 3:35  |
| 8.  | Best Night (featuring will.i.am of the Black Eyed Peas, GoonRock & Eva Simons) | 4:58  |
| 9.  | All Night Long (featuring Lisa)                                                | 3:46  |
| 10. | With You                                                                       | 4:13  |

## Helyezések
| Slágerlista (2011)                   | Dal helyezés |
| ------------------------------------ | ------------ |
| Ausztrál Albums Chart                | 2            |
| Osztrák Albums Chart                 | 11           |
| Belga Albums Chart (Flanders)        | 35           |
| Belga Albums Chart (Wallonia)        | 26           |
| Kanada Albums Chart                  | 3            |
| Holland Albums Chart                 | 96           |
| Francia Albums Chart                 | 8            |
| Német Downloads Chart                | 4            |
| Görög Album Chart                    | 9            |
| New Zealand Albums Chart             | 2            |
| Irish Albums Chart                   | 11           |
| Skót Albums Chart                    | 7            |
| Swiss Albums Chart                   | 13           |
| Mexikói Albums Chart                 | 13           |
| UK Albums Chart                      | 8            |
| US Billboard 200                     | 12           |
| US Billboard Digital Albums          | 8            |
| US Billboard Dance/Electronic Albums | 2            |
| US Billboard Top Rap Albums          | 3            |